# Don’t Cha
Don’t Cha ist die erste Single der US-amerikanischen Girlgroup Pussycat Dolls aus ihrem Debütalbum PCD, welches im Sommer 2005 veröffentlicht wurde. Es ist bis heute ihr erfolgreichster Song.

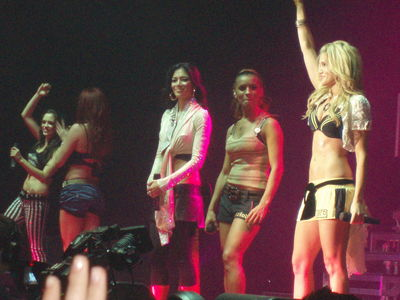
Die Pussycat Dolls führen ihren Hit Don't Cha vor

Der Song basiert auf Sir Mix A Lots Song Swass („Don’t you wish your boyfriend was swass like me?“) von 1988. Es gibt zwei Versionen des Songs, die originale ist nur mit den Pussycat Dolls, die zweite zusätzlich mit dem Rapper Busta Rhymes, die letztere Version wurde ein Nummer-eins-Hit in Großbritannien, Australien, Kanada, Deutschland und Neuseeland und ein Nummer-zwei-Hit in den USA.

## Musikvideo
Das Musikvideo besteht komplett aus dem Tanz der Pussycat Dolls und führte zum Zeitpunkt der Veröffentlichung zu großer Aufmerksamkeit in den Medien. Die heißen Tänze und einhergehende Freizügigkeit verhalfen der Band zu ihrem „Sexy-Image“, das sie zusammen mit der medialen Aufmerksamkeit nutzten, um sich und ihre Songs zu vermarkten. Das Musikvideo wurde von einigen Magazinen als das heißeste Musikvideo aller Zeiten ausgezeichnet.

## Remixversionen
Einige Remix-Versionen wurden von Ralphi Rosario, Kaskade und DJ Dan produziert, die am 19. Juli 2005 auf einer Maxi-CD-Single veröffentlicht wurden. Diese enthält die Version des Songs Rapper Busta Rhymes und die originale Version ohne Rapper.

## Rezensionen
Laut All Music Guide war Don’t Cha eine „geniale Hit-Single“.

## Kommerzieller Erfolg

### Chartplatzierungen
Die Debütsingle Don’t Cha belegte in Deutschland, der Schweiz und Großbritannien die Nummer eins der Charts. In den USA belegte es Platz zwei der Billboard Hot 100, erreichte aber die Nummer eins in den Pop 100 und den Dance Radio Airplay. Die Remixversion belegte Platz eins der Hot-Dance-Music/Club-Play-Charts. Bei den Hot Digital Songs kam der Song auf Platz zwei, in den Ringtone-Charts auf Platz fünf und bei den Hot R&B/Hip-Hop Singles & Tracks auf Platz acht. In den deutschen Singlecharts belegte Don’t Cha Platz eins.
| ChartsChartplatzierungen       | Höchstplatzierung | Wochen |
| ------------------------------ | ----------------- | ------ |
| Deutschland (GfK)              | 1 (27 Wo.)        | 27     |
| Österreich (Ö3)                | 2 (27 Wo.)        | 27     |
| Schweiz (IFPI)                 | 1 (17 Wo.)        | 17     |
| Vereinigte Staaten (Billboard) | 2 (40 Wo.)        | 40     |
| Vereinigtes Königreich (OCC)   | 1 (38 Wo.)        | 38     |

| ChartsJahrescharts (2005)      | Platzierung |
| ------------------------------ | ----------- |
| Deutschland (GfK)              | 8           |
| Österreich (Ö3)                | 11          |
| Schweiz (IFPI)                 | 5           |
| Vereinigte Staaten (Billboard) | 9           |
| Vereinigtes Königreich (OCC)   | 5           |

| ChartsJahrescharts (2006) | Platzierung |
| ------------------------- | ----------- |
| Deutschland (GfK)         | 95          |

### Auszeichnungen für Musikverkäufe
Die Single verkaufte sich weltweit über sechs Millionen Mal. In Deutschland wurde Don’t Cha für über 300.000 verkaufte Exemplare mit einer Platin-Schallplatte ausgezeichnet.
| Land/Region                  | Auszeichnungen für Musikverkäufe (Land/Region, Auszeichnung, Verkäufe) | Verkäufe  |
| ---------------------------- | ---------------------------------------------------------------------- | --------- |
| Australien (ARIA)            | 2× Platin                                                              | 140.000   |
| Belgien (BRMA)               | Gold                                                                   | 25.000    |
| Brasilien (PMB)              | Platin                                                                 | 60.000    |
| Dänemark (IFPI)              | Platin                                                                 | 8.000     |
| Deutschland (BVMI)           | 2× Platin                                                              | 600.000   |
| Italien (FIMI)               | Gold                                                                   | 50.000    |
| Neuseeland (RMNZ)            | Gold                                                                   | 5.000     |
| Österreich (IFPI)            | Gold                                                                   | 15.000    |
| Schweden (IFPI)              | Gold                                                                   | 10.000    |
| Schweiz (IFPI)               | Gold                                                                   | 20.000    |
| Spanien (Promusicae)         | Gold                                                                   | 30.000    |
| Vereinigte Staaten (RIAA)    | Platin (Single) · + Platin (Mastertone)                                | 2.000.000 |
| Vereinigtes Königreich (BPI) | 2× Platin                                                              | 1.200.000 |
| Insgesamt                    | 7× Gold · 10× Platin ·                                                 | 4.163.000 |

## Coverversionen
- Die deutsche Gruppe The Baseballs coverten den Song 2009 für ihr Debütalbum Strike!.